# پاولوواتس (ورانگه)
پاولوواتس (به صربی: Pavlovac) یک منطقهٔ مسکونی در صربستان است که در ناحیه پچینیا واقع شده‌است. پاولوواتس ۸۷۸ نفر جمعیت دارد.